# باستان‌موریان
باستان‌موریان (به انگلیسی: Formiciinae) یک زیرتیرهٔ منقرض شده از مورچه‌ها است که بر اثر مطالعهٔ رسوبات ائوسن در اروپا و آمریکای شمالی کشف شده‌است.